# Moncef Ben Moussa
Moncef Ben Moussa (arabe : منصف بن موسى), né en 1965, est un historien, archéologue et universitaire tunisien.

## Biographie
Il étudie à l'École normale supérieure de Sousse, à l'université de Rome « La Sapienza », à l'université Paris-Nanterre et à l'université de Provence Aix-Marseille I. Il obtient un diplôme d'études approfondies à Paris-Nanterre, sous la direction de Claude Lepelley et portant sur l'« évolution de la datation de la mosaïque en Tunisie de l'inventaire de P. Gauckler à nos jours », puis soutient une thèse de doctorat à Aix-Marseille I, sous la direction de Jean-Paul Morel et intitulée « Les ateliers de sigillées africaines dans la Tunisie septentrionale romaine ».
Il enseigne l'archéologie à la faculté des sciences humaines et sociales de Tunis, mais aussi à la faculté des lettres et des sciences humaines de Kairouan et à l'Institut supérieur des métiers du patrimoine de Tunis. En novembre 2013, il prend la direction du musée national du Bardo.
Membre de plusieurs sociétés savantes, il préside en 2015 le concours international des plaidoiries au Mémorial de Caen. Après l'attaque du musée du Bardo, il inaugure une fresque commémorative dédiée à la mémoire des victimes de l'attaque,.
En 2020, il est nommé directeur général de Ksar Saïd, Palais des Lettres et des Arts.

## Distinctions
- Prix Custodi della Bellezza (Italie, 2016)[7],[8] ;
- Officier de l'ordre des Arts et des Lettres (France, 2017)[9].

### Ouvrage
- La production de sigillées africaines : recherches d'histoire et d'archéologie en Tunisie septentrionale et centrale, Barcelone, Université de Barcelone, 2007, 119 p. (lire en ligne).

### Ouvrages collectifs
- Althiburos, vol. I : La fouille dans l'aire du capitole et dans la nécropole méridionale, Barcelone, Université de Barcelone, 2011, 443 p. (ISBN 978-8493903312).
- La Tunisie antique et islamique, Tunis, Nirvana, 2013, 319 p. (ISBN 978-2877725415).
- Althiburos, vol. II : L'aire du Capitole et la nécropole méridionale, Tarragone, Institut catalan d'archéologie classique, 2016, 550 p. (ISBN 978-8494629808).

### Sélection d'articles
- Moncef Ben Moussa, Meriem Berrada, Éric de Chassey, Malika Dorbani Bouabdellah, Taher Ghalia et Abdellah Karroum, « Musée national/musée universel, musée global/musée local : les musées de la rive sud de la Méditerranée », Perspective, no 2,‎ 2017, p. 49-64 (ISSN 1777-7852 et 2269-7721, DOI 10.4000/perspective.7378, lire en ligne, consulté le 17 janvier 2022).